# Línea Baeza-Utiel
La línea Baeza-Utiel, a veces también denominada línea Baeza-Albacete, fue un ambicioso proyecto ferroviario nunca finalizado que debía unir las estaciones españolas de Baeza y Utiel, y que formaba parte de un proyecto más amplio que llegaba a Francia. Aunque la construcción empezó durante la Dictadura de Primo de Rivera, el proyecto sufrió numerosos retrasos durante más de treinta años, y en 1964 el régimen franquista decidió paralizar las obras y desechar todo el proyecto. La línea inacabada fue definitivamente desmantelada a comienzos de los años 1990, y en la actualidad varios tramos del antiguo trazado de las vías han sido recuperados como una ruta verde. Para Antonio Abellán, el ferrocarril Baeza-Utiel constituye «uno de los mayores fracasos de las construcciones ferroviarias españolas».

## Características
La línea Baeza-Utiel tenía una longitud total de 366 km desde su inicio en Baeza hasta Utiel. En el proyecto original estaba previsto que se levantaran 28 estaciones, aunque finalmente se redujo el número y solo se construirían 12 estaciones. Así mismo, el trazado constaba de 107 túneles y 25 viaductos. En 1964, cuando se detuvieron las obras definitivamente, ya se habían colocado las vías entre Albacete y el límite de la provincia de Jaén, lo que suponía un total de 108 km. Tras llegar a Utiel esta línea estaba previsto que continuara hacia el norte, atravesando transversalmente la península, con las principales estaciones situadas en Teruel, Alcañiz, Lérida, Puebla de Segur y Saint Girons (Francia). De hecho, el tramo entre Lérida y Puebla de Segur fue el único en entrar en servicio de todo el proyecto.

## Historia

### Orígenes y construcción
Si bien el planteamiento de este ferrocarril quedó plasmado en el llamado Plan Guadalhorce de 1926, durante los años de la dictadura de Primo de Rivera, lo cierto es que existían antecedentes que se remontaban a principios del siglo XX. Uno de estos proyectos abogaba por la construcción de una línea férrea entre las provincias de Jaén y Albacete, con las estaciones de Vadollano y Chinchilla como cabecera y terminal de la misma. Esta propuesta, sin embargo, nunca se materializó.
No fue hasta la década de 1920 cuando se planteó seriamente la construcción de esta línea, dentro de un proyecto más ambicioso que buscaba el establecimiento de una conexión ferroviaria más directa del Norte de África y Andalucía con Francia. Otro objetivo era, además, llevar el ferrocarril a aquellas zonas de España que había quedado aisladas de las principales conexiones ferroviarias construidas durante el siglo XIX. Las obras comenzaron en 1927 y durante los siguientes años se mantuvieron a buen ritmo. Algunas instituciones locales y provinciales intentaron que la línea fuera alargada y llegase hasta Jaén, convirtiendo así a la capital de provincia en cabecera de la línea, aunque esta petición no prosperó. En la época destacó la intervención del general Leopoldo Saro Marín, personaje sobresaliiente de la dictadura de Primo de Rivera, que tuvo una gran influencia en el desarrollo de este proyecto; destacados caciques locales también hicieron una importante campaña en favor del nuevo ferrocarril.

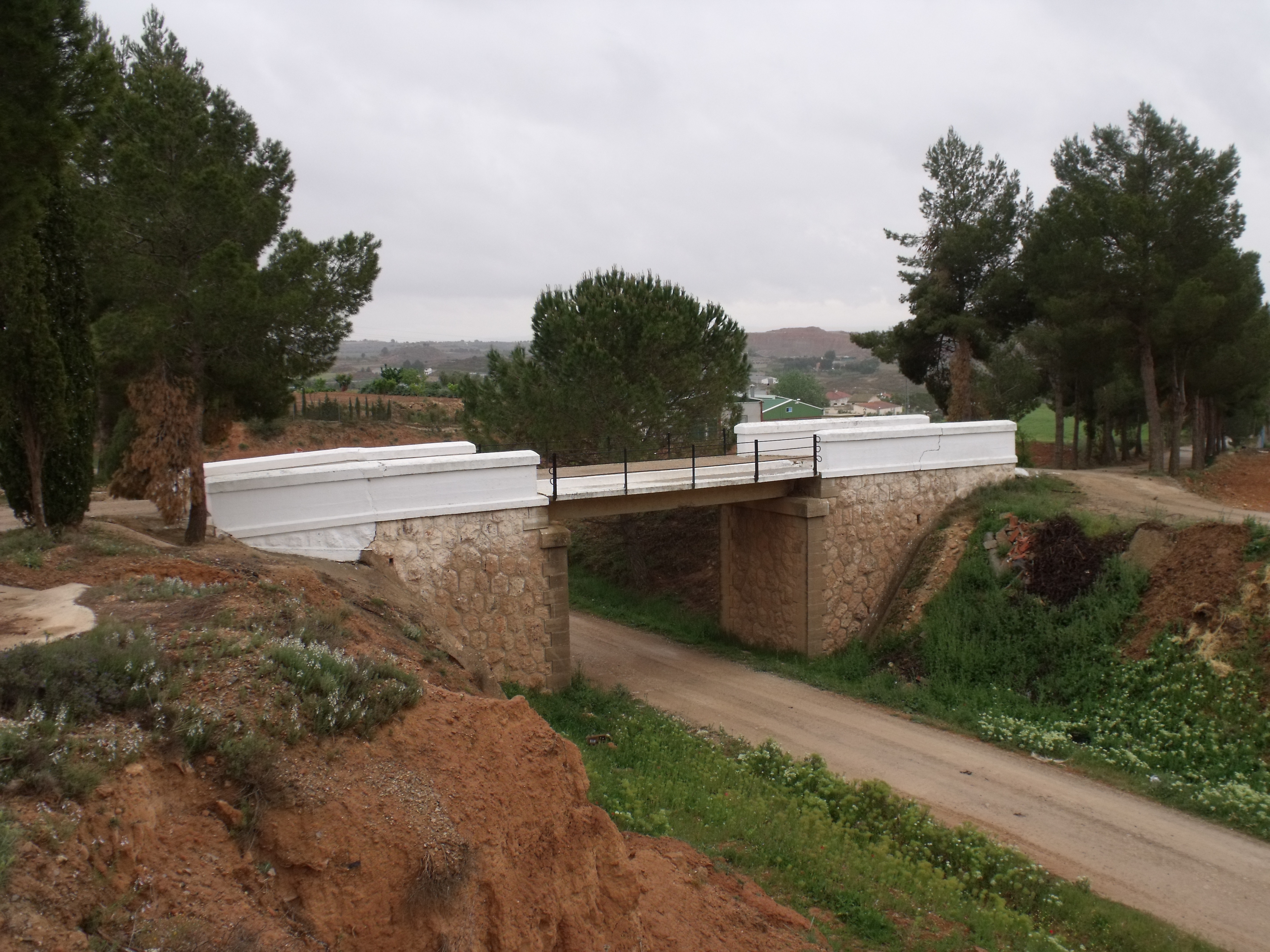
Paso elevado de acceso al cementerio de Fuentealbilla. Por la trinchera inferior habrían discurrido las vías del ferrocarril.

A partir de 1930 el ritmo de construcción se fue ralentizando y tras llegada de la Segunda República las obras se fueron deteniendo casi al completo. La mala situación económica del momento (consecuencia de la crisis de 1929) se hizo sentir, a lo que se unía que el nuevo gobierno republicano había derogado el Plan Guadalhorce y no se mostraba muy partidario de la construcción de nuevos ferrocarriles, en un contexto de creciente peso del transporte por carretera frente al tren. En enero de 1936 un informe titulado El problema de los ferrocarriles en construcción, que había sido publicado por las oficinas de estudio de las compañías MZA y «Norte», recomendaba que se abandonara la construcción del trazado entre Utiel, Teruel y la frontera francesa; sobre el tramo Baeza-Utiel señalaba que este era el único de todo el proyecto ferroviario que tenía cierto interés de explotación. El estallido de la Guerra Civil supuso una paralización de las obras que duraría varios años, hasta que durante la dictadura franquista se autorizaron nuevas inversiones y la continuación de todo el proyecto.
El Ministerio de Obras Públicas decretó en 1943 la liquidación definitiva del proyecto, por lo que las obras continuaron durante los siguientes años a buen ritmo. Hacia 1960 las obras se encontraban muy avanzadas y se licitó la instalación de las vías en un tramo de 108 km situado en la zona colindante de las provincias de Jaén y Albacete. Por el contrario, los trabajos del tramo situado entre Albacete y Utiel siempre fueron muy atrasados por la escasa financiación. En cuanto a la financiación de todo el proyecto en su conjunto, las mayores inversiones se realizaron precisamente en esta época, a comienzos de la década de 1960.

### Cancelación y abandono

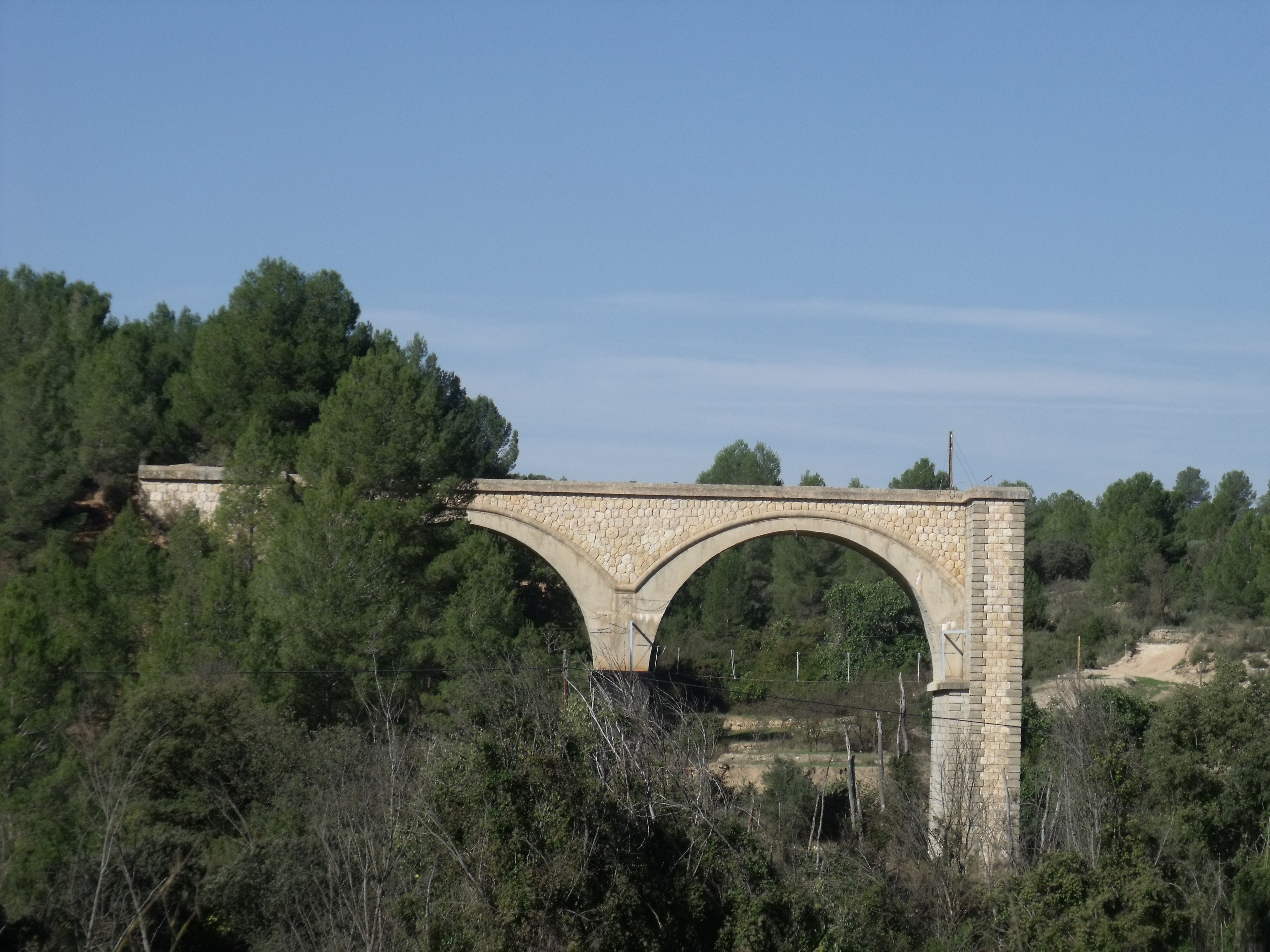
Viaducto parcialmente construido en Venta del Moro.

En 1962 el Banco Mundial elaboró un informe donde se consideraba que este ferrocarril no sería económicamente rentable una vez estuviese operativo, por lo que recomendaba al gobierno español su abandono. En fechas posteriores otros informes, como el de la compañía francesa Sofrerail, mantuvieron los mismos argumentos referentes a su escasa rentabilidad. A pesar de todo el esfuerzo realizado por las distintas administraciones españolas a lo largo de tres décadas, hacia 1964, tras haber terminado un 78% de las obras (incluyendo las estaciones, túneles y el tendido de vías), el gobierno español detuvo la mayoría de los trabajos y la línea fue abandonada. Aunque todavía se estuvo sopesando la idea de finalizar los trabajos que estaban cercanos a completar, un informe del Ministerio de Fomento de 1968 calculaba que todavía sería necesaria la inversión de 1900 millones de pesetas y tres años más de trabajos.
Tras el final de la dictadura y los años de la Transición, durante algún tiempo se planteó la posibilidad de finalizar las obras pendientes que existían en el tramo Baeza-Albacete y su definitiva apertura al tráfico. Sin embargo, en 1984 el Consejo de Ministros dio carpetazo definitivo a este proyecto y decretó el levantamiento de las vías. En 1988 el gobierno acordó la enajenación de las instalaciones ferroviarias y, en 1991, autorizó el levantamiento de las vías en el tramo en el que habían llegado a ser tendidas. Aún hoy en día se pueden ver estaciones abandonadas en la Loma de Úbeda, algunos pueblos de la Sierra de Segura, como Beas de Segura (Jaén) y en la zona de Albacete. Del previsto ferrocarril Baeza-Saint Girons solo llegó a entrar en servicio un tramo comprendido entre Lérida y Puebla de Segur, abierto al tráfico entre 1949 y 1951. Décadas después, en 1984, este trazado estuvo a punto de ser clausurado por ser considerado una línea económicamente deficitaria, aunque al final se mantuvo operativo tras un acuerdo entre RENFE y la Generalidad de Cataluña, que en última instancia aceptó realizar aportaciones económicas para cubrir los déficits de explotación.

### En la actualidad

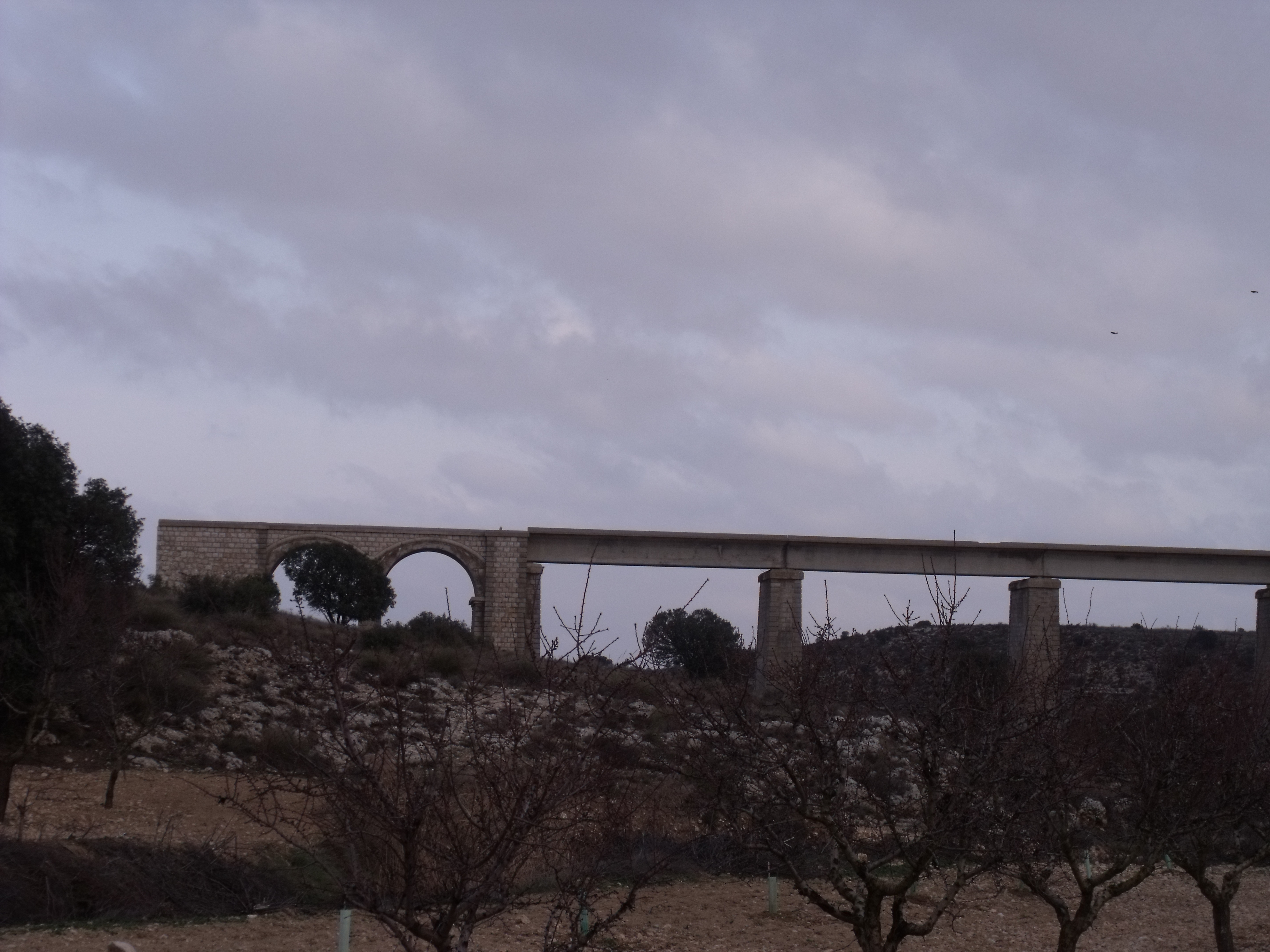
Viaducto inacabado sobre el Valdemembra en Mahora.

En  2001 se constituyó el Grupo de Trabajo Provincial con la finalidad de convertir el tramo de este ferrocarril que discurre por la provincia de Albacete en dos Vías Verdes: la Vía Verde de la Sierra de Alcaraz (Villapalacios-Albacete) con una longitud de 106 km y la Vía Verde de La Manchuela (Albacete-Villamalea) de 81 km.
Durante 2002, la Fundación de los Ferrocarriles Españoles realizó el proyecto de factibilidad definitivo de la Vía Verde de la Sierra de Alcaraz contando con la colaboración de la Junta de Comunidades de Castilla-La Mancha y con la financiación del Ministerio de Medio Ambiente con cargo a los Fondos Comunitarios. Posteriormente se acometerá el proyecto de reconversión del tramo norte con la denominación de la Vía Verde de La Manchuela. Una vez concluidas, estas Vías Verdes se convertirán en un eje ecológico y de turismo rural de primera magnitud de la provincia de Albacete, que permitirá enlazar el majestuoso río Cabriel, al norte, con la zona meridional de la provincia dominada por la Sierra de Alcaraz, a los pies del parque natural de las Sierras de Cazorla, Segura y las Villas.
En fechas recientes desde distintos ámbitos se ha solicitado que todo el trazado de la línea se convirtiera en una vía verde.